# Oxalis nortieri
Oxalis nortieri är en harsyreväxtart som beskrevs av Salter. Oxalis nortieri ingår i släktet oxalisar, och familjen harsyreväxter. Inga underarter finns listade i Catalogue of Life.